# خط طول 17° شرق
خط طول 17° شرق هو أحد خطوط الطول الجغرافية، والتي تمتد من القطب الشمالي الجغرافي إلى القطب الجنوبي الجغرافي، وحسب التحويل الزمني يتقدم خط طول 17° شرق عن خط غرينتش بـ1 ساعات و8 دقائق.

## من القطب إلى القطب
ينطلق خط طول 17° شرق من القطب الشمالي نحو القطب الجنوبي مرورا بالمناطق التي ترد في الجدول التالي:
| الإحداثيات                         | البلد أو الإقليم أو البحر   | ملاحظات                                                               |
| ---------------------------------- | --------------------------- | --------------------------------------------------------------------- |
| 90°0′N 17°0′E / 90.000°N 17.000°E  | المحيط المتجمد الشمالي      |                                                                       |
| 79°57′N 17°0′E / 79.950°N 17.000°E | النرويج                     | جزيرة سبيتسبرغن، سفالبارد                                             |
| 76°36′N 17°0′E / 76.600°N 17.000°E | المحيط الأطلسي              | بحر النرويج                                                           |
| 69°24′N 17°0′E / 69.400°N 17.000°E | النرويج                     | جزر سينيا وإيبستاد, و the mainland                                    |
| 67°59′N 17°0′E / 67.983°N 17.000°E | السويد                      |                                                                       |
| 58°37′N 17°0′E / 58.617°N 17.000°E | بحر البلطيق                 |                                                                       |
| 57°19′N 17°0′E / 57.317°N 17.000°E | السويد                      | جزيرة أولاند                                                          |
| 57°6′N 17°0′E / 57.100°N 17.000°E  | بحر البلطيق                 |                                                                       |
| 54°38′N 17°0′E / 54.633°N 17.000°E | بولندا                      | مرورا عبر فروتسواف                                                    |
| 50°25′N 17°0′E / 50.417°N 17.000°E | جمهورية التشيك              | لحوالي 14 km                                                          |
| 50°18′N 17°0′E / 50.300°N 17.000°E | بولندا                      | لحوالي 9 km                                                           |
| 50°13′N 17°0′E / 50.217°N 17.000°E | جمهورية التشيك              |                                                                       |
| 48°39′N 17°0′E / 48.650°N 17.000°E | سلوفاكيا                    | مرورا بغرب براتيسلافا                                                 |
| 48°10′N 17°0′E / 48.167°N 17.000°E | النمسا                      |                                                                       |
| 47°42′N 17°0′E / 47.700°N 17.000°E | المجر                       | مرورا عبر the center of ناجيكانيزسا.                                  |
| 46°13′N 17°0′E / 46.217°N 17.000°E | كرواتيا                     |                                                                       |
| 45°13′N 17°0′E / 45.217°N 17.000°E | البوسنة والهرسك             |                                                                       |
| 43°35′N 17°0′E / 43.583°N 17.000°E | كرواتيا                     | دالماسيا, و the جزر هفار وكورتشولا                                    |
| 42°55′N 17°0′E / 42.917°N 17.000°E | البحر الأبيض المتوسط        | البحر الأدرياتيكي - مرورا بشرق the جزيرة لاستوفو, كرواتيا             |
| 41°5′N 17°0′E / 41.083°N 17.000°E  | إيطاليا                     |                                                                       |
| 40°30′N 17°0′E / 40.500°N 17.000°E | البحر الأبيض المتوسط        | خليج تارانتو                                                          |
| 39°29′N 17°0′E / 39.483°N 17.000°E | إيطاليا                     |                                                                       |
| 38°56′N 17°0′E / 38.933°N 17.000°E | البحر الأبيض المتوسط        |                                                                       |
| 31°10′N 17°0′E / 31.167°N 17.000°E | ليبيا                       |                                                                       |
| 22°59′N 17°0′E / 22.983°N 17.000°E | تشاد                        |                                                                       |
| 7°38′N 17°0′E / 7.633°N 17.000°E   | جمهورية إفريقيا الوسطى      |                                                                       |
| 3°33′N 17°0′E / 3.550°N 17.000°E   | جمهورية الكونغو             |                                                                       |
| 1°8′S 17°0′E / 1.133°S 17.000°E    | جمهورية الكونغو الديمقراطية |                                                                       |
| 7°15′S 17°0′E / 7.250°S 17.000°E   | أنغولا                      |                                                                       |
| 17°23′S 17°0′E / 17.383°S 17.000°E | ناميبيا                     | مرورا بغرب ويندهوك                                                    |
| 28°4′S 17°0′E / 28.067°S 17.000°E  | جنوب إفريقيا                | كيب الشمالية                                                          |
| 29°34′S 17°0′E / 29.567°S 17.000°E | المحيط الأطلسي              |                                                                       |
| 60°0′S 17°0′E / 60.000°S 17.000°E  | المحيط الجنوبي              |                                                                       |
| 69°40′S 17°0′E / 69.667°S 17.000°E | القارة القطبية الجنوبية     | أرض الملكة مود، المطالب الإقليمية بالقارة القطبية الجنوبية by النرويج |